# Fired Up!
Fired Up! är en amerikansk ungdomsfilm/sexkomedifilm från 2009 i regi av debutanten Will Gluck, som även ansvarar för manusskrivandet av filmen, under pseudonymen Freedom Jones. Filmens handling kretsar kring två populära high school-fotbollsspelare, som bestämmer sig för att delta i ett cheerleadingläger över sommaren, för att komma närmare dess 300 kvinnliga cheerleaders. Filmen släpptes av Screen Gems den 2 februari 2009. Filmen fick negativa recensioner från kritiker och publik och blev en kommersiell flopp, efter att ha dragit in 18,5 miljoner dollar mot en budget på 20 miljoner dollar.

## Handling
Nick Brady och Shawn Colfax är två populära fotbollsspelare, som i slutet av våren råkar överhöra att cheerleaderlägret de planerar att infiltrera har över 300 tjejer – så de bestämmer sig för att byta fotbollsläger mot cheerleaderläger för att jaga tjejer, men upptäcker snart att de faktiskt gillar cheerleading själva.

## Rollista
| Nicholas D'Agosto    | – Shawn Colfax                             |
| Eric Christian Olsen | – Nick Brady                               |
| Sarah Roemer         | – Carly Davidson                           |
| Molly Sims           | – Diora                                    |
| David Walton         | – Dr. Rick                                 |
| AnnaLynne McCord     | – Gwyneth                                  |
| Adhir Kalyan         | – Brewster                                 |
| Collins Pennie       | – Adam                                     |
| Juliette Goglia      | – Poppy Colfax                             |
| Hayley Marie Norman  | – Angela                                   |
| Margo Harshman       | – Sylvia                                   |
| Danneel Harris       | – Bianca                                   |
| John Michael Higgins | – Coach Keith                              |
| Philip Baker Hall    | – Coach Byrnes                             |
| Edie McClurg         | – Mrs. Klingerhoff                         |
| Jake Sandvig         | – Downey                                   |
| Nicole Tubiola       | – Marcy                                    |
| Smith Cho            | – Beth                                     |
| Masi Oka             | – Eaglemaskot                              |
| Michael Blaiklock    | – Mookie                                   |
| Alan Ritchson        | – Bruce                                    |
| Tanya Chisholm       | – Denise                                   |
| Julianna Guill       | – Annan tjej                               |
| Kayla Ewell          | – Margot Jane Lindsworth-Calligan          |
| Rachele Brooke Smith | – Tigercheerleader                         |
| Kate French          | – Söt kapten                               |
| Jessica Szohr        | – Kara                                     |
| Kelen Coleman        | – Maddy                                    |
| Francia Raisa        | – Marly                                    |
| Janel Parrish        | – Lana                                     |
| Kate Lang Johnson    | – Jennifer                                 |
| Jill Latiano         | – Haley                                    |
| Shoshana Bush        | – Tjej                                     |
| Amber Stevens        | – Sara                                     |
| Heather Morris       | – Fiona                                    |
| Madison Riley        | – Lily                                     |
| Nicholas James       | – Chester                                  |
| Anthony Padilla      | – Fotbollsspelare #4 (cameo) (okrediterad) |